# DDR-Fußballmeisterschaft der Junioren 1967
Die DDR-Fußballmeisterschaft der Junioren 1967 war die 18. Auflage dieses Wettbewerbes, der vom Jugendausschuss der Sektion Fußball (DDR) durchgeführt wurde. Der Wettbewerb begann am 21. Mai 1967 mit der Vorrunde und endete am 9. Juli 1967 mit dem Wiederholungsspiel des Finals in Brandenburg. Den Meistertitel errang die Mannschaft des FC Rot-Weiß Erfurt, die im Wiederholungsspiel des Finals gegen den BFC Dynamo gewann und damit Revanche für die im März erlittenen Niederlage im Junge Welt-Pokalfinale nahm.

## Teilnehmende Mannschaften
An der DDR-Fußballmeisterschaft der Junioren (A-Jugend) für die Altersklasse (AK) 16–18 nahmen die Bezirksmeister der 14 Bezirke auf dem Gebiet der DDR sowie der Meister aus Ost-Berlin teil. Spielberechtigt waren Spieler bis zum 18. Lebensjahr (Stichtag: 1. Juni 1948 bis 31. Mai 1950).
Folgende Mannschaften qualifizierten sich für die DDR-Fußballmeisterschaft der Junioren:
| - Bezirk Rostock F.C. Hansa Rostock - Bezirk Schwerin BSG Motor Schwerin - Bezirk Neubrandenburg BSG Post Neubrandenburg - Bezirk Potsdam BSG Motor Babelsberg - Ost-Berlin BFC Dynamo | - Bezirk Frankfurt (Oder) BSG Stahl Eisenhüttenstadt - Bezirk Magdeburg 1. FC Magdeburg - Bezirk Halle BSG Chemie Zeitz - Bezirk Leipzig BSG Chemie Leipzig - Bezirk Cottbus BSG Energie Cottbus | - Bezirk Dresden FSV Lokomotive Dresden - Bezirk Karl-Marx-Stadt FC Karl-Marx-Stadt - Bezirk Erfurt FC Rot-Weiß Erfurt - Bezirk Gera FC Carl Zeiss Jena - Bezirk Suhl BSG Motor Steinach |

## Modus
Die Bezirksmeister wurden in der Vorrunde in vier Staffeln aufgeteilt und spielten in einer Doppelrunde nach dem Modus „Jeder gegen Jeden“ die Teilnehmer für die Zwischenrunde aus. In der Zwischenrunde ermittelten die vier Staffelsieger der Vorrunde in zwei Paarungen mit Hin- und Rückspiel die Finalteilnehmer.

## Vorrunde

### Staffel I
Spiele
| Datum                     |                         |   |                         | Hinspiel | Rückspiel |
| ------------------------- | ----------------------- | - | ----------------------- | -------- | --------- |
| So 21. Mai / So 04. Juni  | F.C. Hansa Rostock      | – | 1. FC Magdeburg         | 3:0      | 1:2       |
| So 21. Mai / So 04. Juni  | BSG Post Neubrandenburg | – | BSG Motor Schwerin      | 1:2      | 1:5       |
| So 28. Mai / So 11. Juni  | 1. FC Magdeburg         | – | BSG Post Neubrandenburg | 3:3      | 0:5       |
| So 28. Mai / So 11. Juni  | BSG Motor Schwerin      | – | F.C. Hansa Rostock      | 0:1      | 0:1       |
| Mi .31. Mai / So 18. Juni | F.C. Hansa Rostock      | – | BSG Post Neubrandenburg | 0:2      | 0:1       |
| Mi .31. Mai / So 18. Juni | 1. FC Magdeburg         | – | BSG Motor Schwerin      | 0:1      | 2:1       |

Abschlusstabelle
| Pl. | Mannschaft              | Sp. | S | U | N | Tore    | Diff. | Punkte |
| --- | ----------------------- | --- | - | - | - | ------- | ----- | ------ |
| 1.  | BSG Post Neubrandenburg | 6   | 3 | 1 | 2 | 013:100 | +3    | 07:50  |
| 2.  | BSG Motor Schwerin      | 6   | 3 | 0 | 3 | 009:600 | +3    | 06:60  |
| 3.  | F.C. Hansa Rostock      | 6   | 3 | 0 | 3 | 006:500 | +1    | 06:60  |
| 4.  | 1. FC Magdeburg         | 6   | 2 | 1 | 3 | 007:140 | −7    | 05:70  |

### Staffel II
Spiele
| Datum                     |                            |   |                            | Hinspiel | Rückspiel |
| ------------------------- | -------------------------- | - | -------------------------- | -------- | --------- |
| So 21. Mai / So 04. Juni  | BSG Energie Cottbus        | – | BFC Dynamo                 | 1:2      | 0:3       |
| So 21. Mai / So 04. Juni  | BSG Motor Babelsberg       | – | BSG Stahl Eisenhüttenstadt | 0:2      | 1:1       |
| So 28. Mai / So 11. Juni  | BFC Dynamo                 | – | BSG Motor Babelsberg       | 6:1      | 4:0       |
| So 28. Mai / So 11. Juni  | BSG Stahl Eisenhüttenstadt | – | BSG Energie Cottbus        | 2:1      | 2:2       |
| Mi .31. Mai / So 18. Juni | BSG Energie Cottbus        | – | BSG Motor Babelsberg       | 3:1      | 1:4       |
| Mi .31. Mai / So 18. Juni | BFC Dynamo                 | – | BSG Stahl Eisenhüttenstadt | 3:0      | 1:1       |

Abschlusstabelle
| Pl. | Mannschaft                 | Sp. | S | U | N | Tore    | Diff. | Punkte |
| --- | -------------------------- | --- | - | - | - | ------- | ----- | ------ |
| 1.  | BFC Dynamo                 | 6   | 5 | 1 | 0 | 019:200 | +17   | 11:10  |
| 2.  | BSG Stahl Eisenhüttenstadt | 6   | 2 | 3 | 1 | 008:800 | ±0    | 07:50  |
| 3.  | BSG Energie Cottbus        | 6   | 1 | 1 | 4 | 008:140 | −6    | 03:90  |
| 4.  | BSG Motor Babelsberg       | 6   | 1 | 1 | 4 | 007:170 | −10   | 03:90  |

### Staffel III
Spiele
| Datum                     |                        |   |                    | Hinspiel | Rückspiel |
| ------------------------- | ---------------------- | - | ------------------ | -------- | --------- |
| So 21. Mai / So 04. Juni  | FSV Lokomotive Dresden | – | FC Karl-Marx-Stadt | 1:1      | 1:0       |
| So 28. Mai / So 11. Juni  | FC Karl-Marx-Stadt     | – | BSG Chemie Leipzig | 2:0      | 1:0       |
| Mi .31. Mai / So 18. Juni | FSV Lokomotive Dresden | – | BSG Chemie Leipzig | 0:1      | 3:2       |

Abschlusstabelle
| Pl. | Mannschaft             | Sp. | S | U | N | Tore    | Diff. | Punkte |
| --- | ---------------------- | --- | - | - | - | ------- | ----- | ------ |
| 1.  | FC Karl-Marx-Stadt     | 4   | 2 | 1 | 1 | 004:200 | +2    | 05:30  |
| 2.  | FSV Lokomotive Dresden | 4   | 2 | 1 | 1 | 005:400 | +1    | 05:30  |
| 3.  | BSG Chemie Leipzig     | 4   | 1 | 0 | 3 | 003:600 | −3    | 02:60  |

### Staffel IV
Spiele
| Datum                     |                    |   |                    | Hinspiel | Rückspiel |
| ------------------------- | ------------------ | - | ------------------ | -------- | --------- |
| So 21. Mai / So 04. Juni  | BSG Chemie Zeitz   | – | FC Rot-Weiß Erfurt | 1:4      | 2:7       |
| So 21. Mai / So 04. Juni  | BSG Motor Steinach | – | FC Carl Zeiss Jena | 0:1      | 1:5       |
| So 28. Mai / So 11. Juni  | FC Rot-Weiß Erfurt | – | BSG Motor Steinach | 5:1      | 1:0       |
| So 28. Mai / So 11. Juni  | FC Carl Zeiss Jena | – | BSG Chemie Zeitz   | 2:3      | 1:1       |
| Mi .31. Mai / So 18. Juni | BSG Chemie Zeitz   | – | BSG Motor Steinach | 6:2      | 0:0       |
| Mi .31. Mai / So 18. Juni | FC Rot-Weiß Erfurt | – | FC Carl Zeiss Jena | 6:0      | 5:0       |

Abschlusstabelle
| Pl. | Mannschaft         | Sp. | S | U | N | Tore    | Diff. | Punkte |
| --- | ------------------ | --- | - | - | - | ------- | ----- | ------ |
| 1.  | FC Rot-Weiß Erfurt | 6   | 6 | 0 | 0 | 028:400 | +24   | 12:0   |
| 2.  | BSG Chemie Zeitz   | 6   | 2 | 2 | 2 | 013:160 | −3    | 06:60  |
| 3.  | FC Carl Zeiss Jena | 6   | 2 | 1 | 3 | 009:160 | −7    | 05:70  |
| 4.  | BSG Motor Steinach | 6   | 0 | 1 | 5 | 004:180 | −14   | 01:11  |

## Zwischenrunde
In der Zwischenrunde ermittelten die vier Staffelsieger der Vorrunde in zwei Paarungen mit Hin- und Rückspiel die Teilnehmer für das Finale.
| Datum                     |                         | Gesamt |                    | Hinspiel | Rückspiel |
| ------------------------- | ----------------------- | ------ | ------------------ | -------- | --------- |
| So 25. Juni / So 02. Juli | BSG Post Neubrandenburg | 0:9    | BFC Dynamo         | 0:3      | 0:6       |
| So 25. Juni / So 02. Juli | FC Karl-Marx-Stadt      | 5:6    | FC Rot-Weiß Erfurt | 3:4      | 2:2       |

## Spiel um Platz 3
Das Spiel um Platz 3 wurde auf dem Werner-Seelenbinder-Sportplatz von Brandenburg ausgetragen.
| Datum |                         | Ergebnis  |                    |
| --- | ----------------------- | --------- | ------------------ |
| Sa 08. Juli, 15:30 Uhr | BSG Post Neubrandenburg | 3:3 n. V. | FC Karl-Marx-Stadt |
| 1:0 Zarpenthin (28.), 1:1 Zölfl (48.), 2:1 Lenz (55.), 2:2 Maultzsch (78.), 2:3 Freyer (86., Handstrafstoß), 3:3 Maraldo (94., Foulstrafstoß) |                         |           |                    |

Da es im Spiel um Platz 3 trotz Verlängerung keine Entscheidung gab und kein Wiederholungsspiel vorgesehen war, wurden beide Mannschaften auf den dritten Platz gesetzt.

## Finale
| Paarung            | BFC Dynamo – FC Rot-Weiß Erfurt |
| Ergebnis           | 1:1 in der Verlängerung (1:1, 1:1) abgebrochen |
| Datum              | Samstag, 8. Juli 1967 um 17:00 Uhr |
| Stadion            | Werner-Seelenbinder-Sportplatz, Brandenburg |
| Zuschauer          | 2.000 |
| Schiedsrichter     | Rolf Pröhl (Leipzig) |
| Tore               | 0:1 Heintz (25.) 1:1 Schütze (37.) |
| BFC Dynamo         | Hans-Gustav Creydt – Ulrich Schulz, Rose, Gipser, Grebe – Peter Rohde, Fischer – Bernd Kempke, Harald Schütze, Voigt, Nowak Cheftrainer: Hans Geitel                                                        |
| FC Rot-Weiß Erfurt | Klaus Fienhold – Bruno Fuchs, Günter Birr, Joachim Balven, Thomas Menge – Wolfgang Reinhardt, Franz Egel – Dietrich Mothes, Walter Heintz, Ralf Schulenberg, Wilhelm Laslop Cheftrainer: Siegfried Vollrath |
| Besonderheiten     | Das Spiel wurde kurz nach Beginn der Verlängerung wegen eines Gewitters abgebrochen und für Sonntag neu angesetzt.                                                                                          |

Wiederholungsspiel
| Paarung            | BFC Dynamo – FC Rot-Weiß Erfurt |
| Ergebnis           | 0:1 n. V. (0:0, 0:0) |
| Datum              | Sonntag, 9. Juli 1967 um 10:00 Uhr |
| Stadion            | Werner-Seelenbinder-Sportplatz, Brandenburg |
| Zuschauer          | 500 |
| Schiedsrichter     | Rolf Pröhl (Leipzig) |
| Tore               | 0:1 Egel (105.) |
| BFC Dynamo         | Hans-Gustav Creydt – Ulrich Schulz, Rose, Gipser, Grebe – Fischer, Peter Rohde – Bernd Kempke, Voigt, Harald Schütze, Nowak Cheftrainer: Hans Geitel                                               |
| FC Rot-Weiß Erfurt | Klaus Fienhold – Bruno Fuchs, Günter Birr, Joachim Balven, Thomas Menge – Dyszek, Franz Egel – Wolfgang Reinhardt, Walter Heintz, Helmut Grundmann, Wilhelm Laslop Cheftrainer: Siegfried Vollrath |